# Rachid Tibari
Rachid Tibari (Zonhoven, 29 juni 1980) is een Marokkaanse-Belgisch voetballer (centrale middenvelder) die anno 2025 onder contract staat bij Kabouters Opglabbeek. Op dit moment is hij kapitein bij de eerste ploeg van K. Zutendaal V.V.
Tibari speelde bij de jeugd van FC Melosport Zonhoven en Beringen FC. Daarna ging hij naar de jeugd van KRC Genk; bij die club geraakte hij in de eerste klasse.

## Carrière
- 2000-2002  KRC Genk                    9 (0)
- 2002-2003  Heracles Almelo            25 (5)
- 2003-2004  Helmond Sport              23 (8)
- 2004-2005  K. Beringen-Heusden-Zolder  0 (0)
- 2005-2006  K. Beringen-Heusden-Zolder 17 (0)
- 2006-2007  KFC Dessel Sport            6 (1)
- 2007-2008  KSK Tongeren  ? (?)
- 2008-2012  Patro Eisden Maasmechelen
- 2012-2015  KVV Thes Sport Tessenderlo
- 2015-2017  KVK Beringen
- 2017-2018  Kabouters Opglabbeek
- 2018-....  Zutendaal VV